# Dmanisi (distrikt)
Dmanisi (georgiska: დმანისის მუნიციპალიტეტი, Dmanisis munitsipaliteti) är ett distrikt i Georgien. Det ligger i regionen Nedre Kartlien, i den sydöstra delen av landet. Administrativt centrum är staden Dmanisi.